# Олексій (Гроха)
Митрополит Балтський і Ананьївський Олексій (справжнє ім'я Гроха Сергі́й Олекса́ндрович; 27 вересня 1972, Дніпропетровськ, УРСР) — релігійний діяч в Україні. Митрополит Балтський і Ананьївський УПЦ МП. Племінник митрополита Агафангела (Саввіна).

## Біографія

### Освіта
1987-1991 - навчався в Дніпропетровському республіканському базовому медичному училищі № 1, одержав кваліфікацію фельдшера.
1991-1997 - навчався на факультеті «Економіка виробництва» Дніпропетровського державного університету, одержав кваліфікацію економіста. Навчався в Одеській духовній семінарії, яку закінчив 1994 року. Того ж року вступив до Московської духовної академії, яку закінчив 1999 року.
У 2005 році закінчив Одеську національну юридичну академію з присвоєнням кваліфікації «юрист».

### Священство
1992 року став послушником в Одеському Свято-Успенському чоловічому монастирі. 20 грудня того ж року митрополит Одеський та Ізмаїльський УПЦ МП Агафангел постриг його в чернецтво з ім'ям Олексій на честь Олексія, митрополита Московського і всієї Русі Чудотворця.
3 січня 1993 року висвячений у сан ієродиякона, а 7 січня — в сан ієромонаха. Того ж року, на прохання Предстоятеля Української Православної Церкви Блаженнішого Володимира, Митрополита Київського і всієї України, Патріарх Олександрійський і всієї Африки Парфеній возвів ієромонаха Олексія в сан ігумена.
10 жовтня 1994 року був призначений проректором Одеської духовної семінарії та викладачем Старого й Нового Завітів у перших класах.
1995 року митрополит Одеський та Ізмаїльський Агафангел у Свято-Успенському кафедральному соборі м. Одеси в день свята Благовіщення Пресвятої Богородиці, 7 квітня, за Божественною літургією возвів ігумена Олексія в сан архімандрита.
1997 року його було призначено благочинним монастирів Одеської єпархії.
1998 року став настоятелем храму в ім'я св. мучч. Адріана та Наталії в м. Одесі, що на Французькому бульварі.
1999 року ігуменові Олексію було доручено викладання канонічного права в четвертих класах ОДС.
1999 року, рішенням синоду УПЦ МП призначений намісником Одеського Свято-Успенського Патріаршого чоловічого монастиря.
19 серпня 2006 року, Митрополит Володимир висвятив архімандрита Олексія в єпископа Білгород-Дністровського, вікарія Одеської єпархії.
22 листопада 2012 року піднесено до сану архієпископа
Згідно з рішенням Священного Синоду УПЦ від 20 грудня 2012 року (Журнал № 103) звільнений з посади вікарія Одеської єпархії, та призначений керуючим Балтської єпархії УПЦ МП з титулом «Балтський і Ананьєвський».
17 серпня 2018 року возведений у сан митрополита.
31 жовтня 2024 в числі 17 (із 53) правлячих і 14 (із 58) вікарних архієреїв УПЦ МП підписав заяву, в якій засудив анексію Російською Православною церквою Донецької єпархії, зняття її керівника митрополита Іларіона і заміни на росіянина, уродженця Рязанської області Росії, архієрея з Далекого Сходу.